# 黑鰭副葉鰺
黑鰭副葉鰺（学名：Alepes melanoptera），又稱钝鳍叶鲹，为輻鰭魚綱鱸形目鱸亞目鲹科鲹属的鱼类，分布於印度太平洋區，從波斯灣至巴布亞紐幾內亞，北至日本海域及半鹹水域，為熱帶魚類。

## 命名
本物種首先由英國博物學家威廉·約翰·斯文森（William Swainson）以Trachinus melanoptera進行科學描述，將該物種置於一個新屬中，然此名稱該物種已被他種魚類所使用，因此，隨後本物種被命名為Alepes melanoptera，成為Alepes屬的新種。在Swainson最初的描述之後，Pieter Bleeker不知中又將這個物種重新命名為Selar malam，此外該物種在1876年的Day和1958年的Chu和Chen中重新描述了兩次。ICZN最終將本物種命名為Alepes melanoptera，其餘命名為無效的同義詞。

## 特徵
本魚體呈長橢圓形而側扁，具一個脂肪性眼瞼，第1背鰭為黑色，具7-8枚硬棘，第2背鰭23-26枚軟條，臀鰭18-21枚軟條，胸鰭呈鐮刀形，尾鰭叉形且為暗黃色。體上半部為銀藍色，下半部銀白色，身體散布黑色斑點，體長可達25公分。

## 生態及經濟利用
本魚主要棲息在近海，以小型無脊椎動物為食，生活習性不明，通常以鉤釣法捕獲，非商業性魚類，然在泰國及柬埔寨做為食用魚，可用各種方式烹飪食用。